# John Etton
Sir John Etton (falecido em 1433), de Gilling, Yorkshire, foi um membro do parlamento inglês.
Ele foi um membro (MP) do Parlamento da Inglaterra por Yorkshire em 1411, novembro de 1414, 1415 e dezembro de 1421. Ele foi o xerife de Yorkshire de 22 de novembro de 1406 a 23 de novembro de 1407 e de 3 de novembro de 1412 a 6 de novembro de 1413.